# Kajtkowe przygody
Kajtkowe przygody – zbiór opowiadań autorstwa Marii Kownackiej, wydany w 1948 roku.

## Treść
Traktuje o przygodach bociana Kajtka, który ze względu na złamane skrzydło nie mógł odlecieć do ciepłych krajów i został przygarnięty przez państwa Orczyków, na których domu znajdowało się jego rodzinne bocianie gniazdo. Narracja utworu jest pierwszoosobowa, narratorem jest uosobiony Kajtek; ten zabieg jest zastosowany także w stosunku do innych zwierząt. 
W książce zawarte są też treści edukacyjne: młody czytelnik poznaje życie w wiejskiej zagrodzie i przyrodę polskiej wsi. Podczas powstawania utworu były to typowe realia polskiej wsi. 

## Lektura
Kajtkowe przygody są lekturą w szkole podstawowej dla klasy trzeciej.
Według badań z 2017 r. książka jest jedną z popularniejszych lektur wśród młodszych dzieci. 